# Hemel Hempstead
Hemel Hempstead är en stad i grevskapet Hertfordshire i England. Staden är huvudort i distriktet Dacorum och ligger cirka 36 kilometer nordväst om centrala London. Tätortsdelen (built-up area sub division) Hemel Hempstead hade 94 932 invånare vid folkräkningen år 2011. Hemel Hempstead nämndes i Domedagsboken (Domesday Book) år 1086, och kallades då Hamelamestede.
Morgonen den 11 december 2005 inträffade en stor explosion i ett bränsleförråd som ligger i stadens östra utkant. Golfspelaren Luke Donald är född i Hemel Hempstead.